# Jon Oliva's Pain
Jon Oliva's Pain è l'ultimo progetto, in ordine temporale, promosso dal cofondatore dei Savatage Jon Oliva.

## Storia
Il progetto Jon Oliva's Pain nacque nel 2004 essenzialmente come esperienza costituita da registrazioni soliste di Jon Oliva, tuttavia, dopo pochi mesi di lavoro i membri originari della band Circle II Circle si unirono a lui ed insieme formarono una band vera e propria.
Con il gruppo così formatosi, Jon decise di rivisitare le idee precedentemente registrate e, in breve tempo, diede alla luce il primo album intitolato 'Tage Mahal pubblicato con l'etichetta SPV GmbH. I rapporti con la SPV GmbH, tuttavia, erano destinati a durare poco. Nello stesso anno, infatti, Jon Oliva prese accordi con l'etichetta AFM Records per la pubblicazione del secondo album Maniacal Renderings non continuando la collaborazione con SPV.
Le principali ragioni del cambiamento furono, principalmente, la riluttanza di SPV a promuovere 'Tage Mahal e l'impossibilità di essere al livello delle major.
Nel 2006, la pubblicazione di Maniacal Renderings consente ai Jon Oliva's Pain di acquisire una buona notorietà, garantendo loro di partecipare a diversi festival estivi.
Maniacal Renderings è il prosieguo di un lavoro che Jon ed il fratello Criss (con cui fondò i Savatage) cominciarono poco prima della morte di quest'ultimo, avvenuta nel 1993. Molte delle melodie delle canzoni sono infatti lo sviluppo di alcune idee che i due fratelli avevano avuto negli anni novanta e che avevano registrato su alcuni nastri ritrovati da Jon solamente in tempi recenti.
Nel 2007 i JOP hanno avuto l'occasione di essere headliner al festival ProgPower in Inghilterra. Durante la loro esibizione essi hanno riproposto diverse canzoni dei Savatage così come durante tutti i concerti precedentemente tenuti.
Memore della propria band di origine, Jon include sempre nei propri concerti almeno due canzoni della propria precedente band.
Nel 2010 i JOP pubblicano il loro quarto album, Festival
Il 21 aprile 2011, Mitch Stewart (bassista dei Circle II Circle) annuncia il decesso di Matt LaPorte.

## Formazione

### Formazione attuale
- Jon Oliva - voce, tastiere
- Tom McDyne - chitarra
- Kevin Rothney - basso, cori
- John Zahner - tastiere
- Christopher Kinder - batteria

### Ex componenti
- Shane French - chitarra
- Steve ``Doc`` Wacholz - batteria
- Jerry Outlaw - chitarra
- Matt LaPorte - chitarra, cori

## Discografia

### Album
- 2004 - 'Tage Mahal
- 2006 - Maniacal Renderings
- 2008 - Global Warning
- 2010 - Festival

### EP
- 2006 - Straight-Jacket Memoirs